# 刘玉功
刘玉功（1950年12月—），男，汉族，山东邹平人，中华人民共和国政治人物，曾任山东省人大常委会副主任，山东省总工会主席。

## 生平
2008年10月17日，中国工会十五大在北京开幕，大会选举他出任主席团委员。